# Liberales
Liberales is een Vlaamse liberale denktank die opkomt voor individuele vrijheid, rechtvaardigheid en de rechten van de mens. Liberales ziet het liberalisme als een uitgesproken progressieve ideologie en keert zich tegen het conservativisme, fascisme, communisme en religieuze onverdraagzaamheid. Het pleidooi tegen een absolute vrije markt en voor overheidscorrecties op tal van maatschappelijke niveaus doet evenwel wenkbrauwen fronsen in libertarische kringen.

## Activiteiten
Liberales verspreidt wekelijks een gratis nieuwsbrief met daarin telkens een column van een kernlid, opmerkelijke opiniestukken en essays, drie boekbesprekingen, een opmerkelijke figuur of activiteit en een filmtip. Op 9 december 2016 verscheen nummer 500 van hun gratis wekelijkse nieuwsbrief.
Op 17 december 2007 presenteerde Liberales een geactualiseerde versie van het beruchte Oxford-manifest. Verder organiseert de denktank boekvoorstellingen, debatten en lezingen met onder meer Etienne Vermeersch, Johan Braeckman, Ayaan Hirsi Ali en György Konrad.

## Lezingen
In 2007 werd de eerste Karl Popperlezing uitgesproken door toenmalig premier Guy Verhofstadt, in 2008 door professor emeritus Hugo Dyserinck, in 2009 door toenmalig premier Herman Van Rompuy, in 2010 door de Nederlandse filosoof Hans Achterhuis en in 2011 door de Nederlandse premier Mark Rutte.
In 2012 werden ze herdoopt tot de John Rawlslezingen. De eerste werd uitgesproken door schrijver en voormalig politicus Jan Terlouw, in 2013 kwam ex-minister Frank Vandenbroucke, in 2014 de Nederlandse filosoof Paul Cliteur, in 2015 de filosoof Philippe Van Parijs en in 2016 door hoogleraar Patrick Loobuyck. In januari 2017 verscheen het boek Theorieën over rechtvaardigheid. De John Rawlslezingen onder redactie van Dirk Verhofstadt. In dit boek komen staan de volledige toespraken van de vijf John Rawlslezingen.
In 2017 werden de lezingen herdoopt tot de John Stuart Mill lezingen waarbij de eerste werd uitgesproken door voormalig vicepremier van Groot-Brittannië Nick Clegg. De tweede Mill-lezing werd gehouden door politica Assita Kanko. De derde Mill-lezing werd gehouden door filosofe Alicja Gescinska.

## Liberales-boek van het jaar
Deze prijs bekroont elk jaar het beste liberale Nederlandstalig non-fictieboek:
- 2009: Over de zin van nut - Peter Venmans
- 2010: Wie gaat er dan de wereld redden? - Rik Torfs
- 2011: Een tijd voor empathie - Frans de Waal
- 2011: De ongelovige Thomas heeft een punt - Johan Braeckman en Maarten Boudry
- 2012: Door Spinoza's lens - Tinneke Beeckman
- 2013: De geschiedenis van de vooruitgang - Rutger Bregman
- 2014: De limieten van de vrije markt - Paul De Grauwe
- 2015: Ongelijk maar fair - Marc De Vos
- 2016: Onlife - Katleen Gabriels
- 2017: Herboren - Majd Khalifeh
- 2018: De eeuw van de vrouw - Alexander De Croo
- 2019: Intussen komen mensen om - Alicja Gescinska & Hoera! De democratie is niet perfect - Joël De Ceulaer
- 2020: Overheid + Markt. Het beste van beide werelden - Ivan Van de Cloot
- 2021: Met elkaar. Voor elkaar - Patrick Loobuyck
- 2022: De wereld red je niet met minder, minder, minder - Thomas Rotthier en Jan Deschoolmeester

## Kernleden
De voorzitter is Lawrence Vanhove, de andere kernleden zijn Claude Nijs, Andreas Tirez, Ann Brusseel, Sara De Mulder, Wouter Duyck, Pierre Bruyneel, Rudi Collijs, Gert Jan Geling, Jelmen Haaze, Philipp Bekaert, Rémy Bonnaffé, Siebo Janssens, Thomas Leys, Elisabeth Matthys, Arno Morsa, Kasper Ossenblok, Christophe Peeters, Rik Rammeloo, Nicky Rogge, Philippe Van der Celen, Koert Van Espen, Dirk Verhofstadt, Sarah Verhofstadt, Jan-Willem Geerinck, Lara De Winter, en William Mostmans.
Vroegere bekende kernleden waren Mathias De Clercq, Egbert Lachaert, Philippe De Backer, Els Ampe, Gwendolyn Rutten en Maarten Boudry. Liberales is een liberale denkgroep in Vlaanderen, maar heeft geen structurele binding met de Vlaamse liberale partij Open VLD of de Liberale Internationale.